# Kalpe
|  | Aquest article tracta sobre la cursa de cavalls. Si cerqueu el pilar de les Columnes d'Hèrcules, vegeu «Calpe (pilar)». |

Kalpe o calpe era una cursa entre egües adultes muntades per genets i desplaçant-se al trot. A la darrera volta el genet havia de desmuntar i acabar la cursa a peu, menant la seva egua per les regnes. Tal com indica Pausànies a Descripció de Grècia, aquest tipus de carrera va ser introduïda a la 71a Olimpíada (496 aC) i va ser retirada cinquanta-dos anys més tard a la 84a Olimpíada (444 aC) juntament amb les carreres de mules (apene). El fet que aquestes curses es va dur a terme durant un breu període i el fet que segurament eren poc populars han fet que n'hi ha molt poques representacions gràfiques.